# Jöllenbeck
Jöllenbeck (niederdeutsch Jürmke) ist der Name eines Stadtbezirks im Norden der kreisfreien Stadt Bielefeld in Nordrhein-Westfalen und der Name des größten Ortsteils in diesem Stadtbezirk. Der heutige Ortsteil Jöllenbeck war bis Ende 1972 eine Gemeinde im Kreis Bielefeld und Hauptort des Amtes Jöllenbeck.

## Geografie
Der Stadtbezirk Jöllenbeck liegt im Ravensberger Hügelland und hat eine West-Ost-Ausdehnung von etwa sieben sowie eine Nord-Süd-Ausdehnung von etwa sechs Kilometern. Größere Fließgewässer im Stadtbezirk sind der Beckendorfer Mühlenbach, der Jöllenbecker Mühlenbach, der Pfarrholzbach, der Moorbach, die Jölle und der Johannisbach, der im Südosten des Stadtbezirks zum Obersee gestaut wird.

### Nachbarorte
An den Stadtbezirk Jöllenbeck grenzen im Norden beginnend im Uhrzeigersinn der Kreis Herford mit den Städten Spenge, Enger und Herford, die Bielefelder Stadtbezirke Heepen, Schildesche und Dornberg und schließlich der Kreis Gütersloh mit der Stadt Werther.

### Bezirksgliederung
Der Stadtbezirk besteht aus den drei nur informell abgegrenzten Ortsteilen Jöllenbeck, Theesen und Vilsendorf, auf die sich die Bevölkerung wie folgt verteilt:

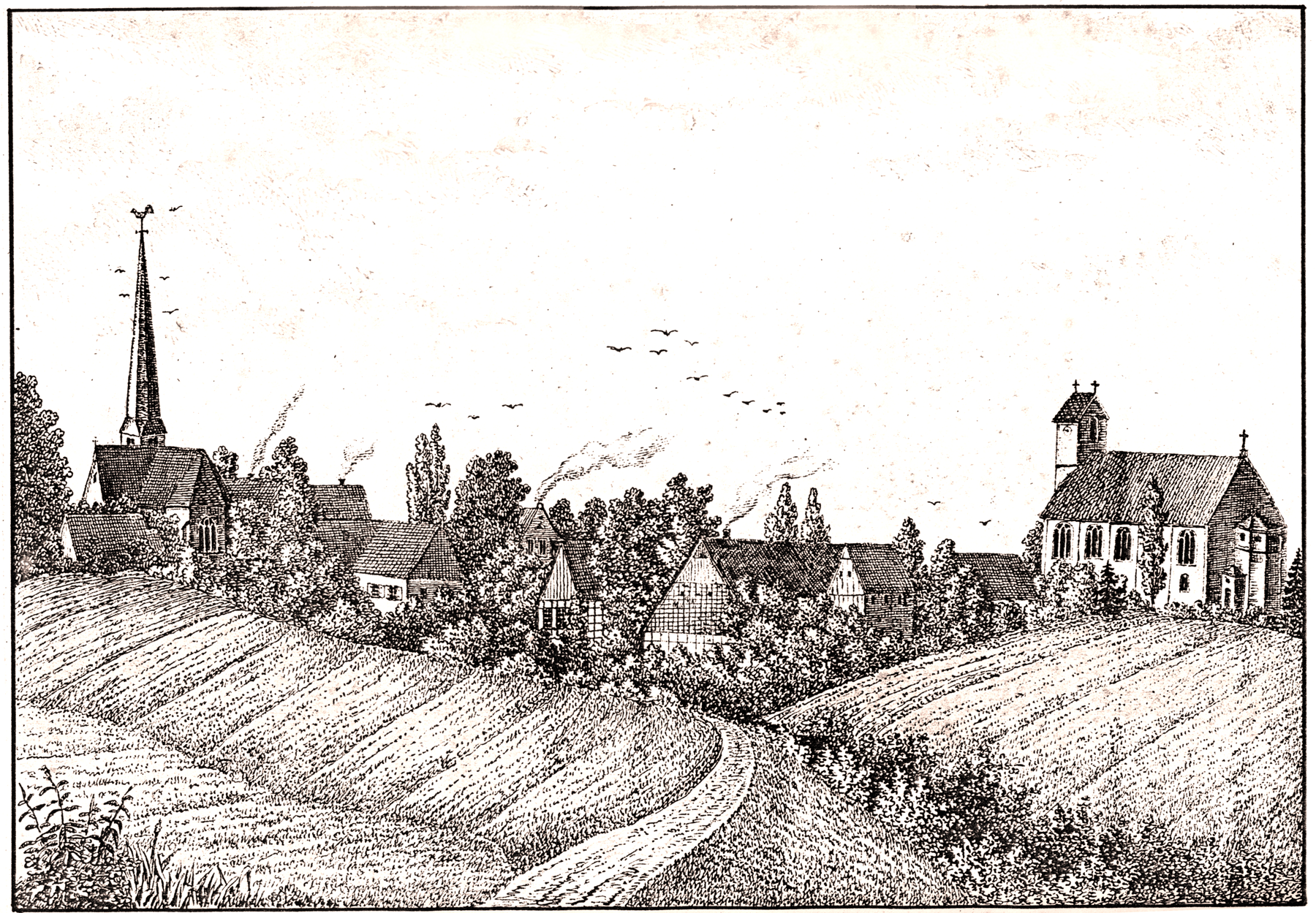
Alte und neue Kirche 1876

| Ortsteil   | Statistischer Bezirk der Stadt Bielefeld | Einwohner (31.12.2024) |
| ---------- | ---------------------------------------- | ---------------------- |
| Jöllenbeck | 45 und 46                                | 14.852                 |
| Theesen    | 47                                       | 4.121                  |
| Vilsendorf | 48                                       | 4.346                  |

## Geschichte
Jöllenbeck wurde als „Julinbike“ erstmals im Jahr 1191 in einer Urkunde des Bischofs Bernhard von Paderborn erwähnt. Bereits damals besaß Jöllenbeck in der Nähe der heutigen Straße „Auf dem Tie“ eine Kirche, die seit dem 14. Jahrhundert die Pfarrkirche des Kirchspiels Jöllenbeck war. Auf dessen Gebiet sind aus dem Mittelalter sechs Bauerschaften überliefert, an die zum Teil heute noch Flur- und Straßennamen erinnern:
- Bauerschaft Jöllenbeck
- Bauerschaft Hemighold
- Bauerschaft Belzen
- Bauerschaft Peppingdorf
- Bauerschaft Dreeke
- Bauerschaft Bargholz

In der Jöllenbecker Kirche fanden im Mittelalter mehrmals Landtage der Grafschaft Ravensberg statt. Wie die übrigen Teile der Grafschaft Ravensberg auch fiel das Gebiet von Jöllenbeck 1346 an die Grafschaft Berg (ab 1423 Jülich-Berg). Die Grafschaft Ravensberg kam 1609 vorläufig und im Jahr 1666 als Folge des Dreißigjährigen Krieges endgültig an Brandenburg-Preußen.
Bis zum Ende des 18. Jahrhunderts hatten sich aus den ursprünglich sechs Bauerschaften die beiden Bauerschaften Oberjöllenbeck und Niederjöllenbeck herausgebildet, die zur Vogtei Schildesche im Amt Sparrenberg gehörten.
Als Preußen 1807 alle linkselbischen Gebiete abtreten musste, kamen die Jöllenbecker Bauerschaften zunächst zum Königreich Westphalen, wo sie zum Kanton Werther des Distrikts Bielefeld im Departement der Weser gehörten. 1811 annektierte Frankreich die nördlich des Johannisbachs gelegenen Gebiete des Distrikts Bielefeld und gliederte sie in sein Departement der Oberen Ems ein. Ober- und Niederjöllenbeck wurden zu einer Mairie (Bürgermeisterei) zusammengefasst, die nun zum Kanton Enger im Arrondissement Minden gehörte.
Nach der Niederlage Napoleons fiel das gesamte Ravensberger Land an Preußen zurück und wurde Teil des Regierungsbezirks Minden der 1815 gegründeten Provinz Westfalen. Bei der Einteilung der Provinz in Kreise im Jahr 1816 wurden die beiden Teile Jöllenbecks zunächst dem Kreis Herford zugeordnet und bildeten dort zusammen mit Laar, Eickum, Diebrock und Stedefreund einen Verwaltungsbezirk. Zum 1. Januar 1832 wurden Nieder- und Oberjöllenbeck in den Kreis Bielefeld umgegliedert. Im Rahmen der Einführung der Westfälischen Landgemeindeordnung wurde im Dezember 1843 im Kreis Bielefeld das Amt Jöllenbeck mit den beiden Gemeinden Niederjöllenbeck und Oberjöllenbeck gebildet.
Jöllenbeck wurde mit der Gründung des ersten Posaunenchores 1843 eines der Zentren der Erweckungsbewegung im Ravensberger Land. In den Jahren 1838 bis 1869 lebte und wirkte hier der Theologe Johann Heinrich Volkening als Pastor.

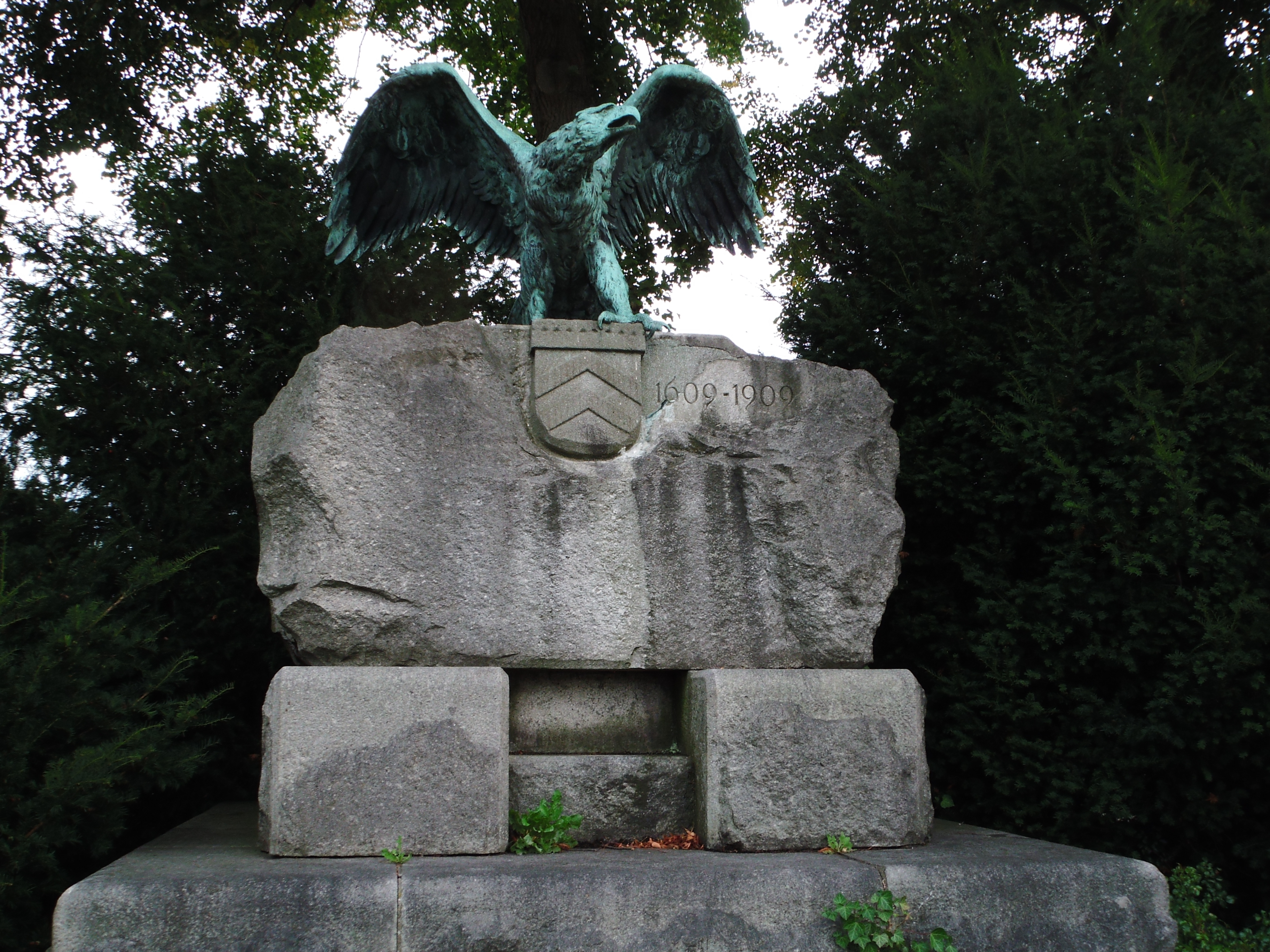
Grafschaftsdenkmal

1909 wurde das Grafschaftsdenkmal („Adlerdenkmal“) zur Erinnerung an die 300-jährige Zugehörigkeit der Grafschaft Ravensberg zu Brandenburg-Preußen aufgestellt. Entwurf und Ausführung erfolgten durch den Bildhauer Heinrich Wefing.
Bei der Auflösung des Amtes Schildesche am 1. Oktober 1930 wurden die beiden Gemeinden Theesen und Vilsendorf in das Amt Jöllenbeck eingegliedert. Am 10. August 1952 schlossen sich Niederjöllenbeck und Oberjöllenbeck zur Gemeinde Jöllenbeck zusammen.
Im Rahmen der kommunalen Neugliederung des Raums Bielefeld wurde Jöllenbeck am 1. Januar 1973 nach Bielefeld eingemeindet. In der vergrößerten Stadt Bielefeld wurde der Stadtbezirk Jöllenbeck gebildet, bestehend aus Jöllenbeck, Theesen und Vilsendorf sowie der Gemarkung Nagelsholz der Städte Spenge und Werther, die für den Bau eines Regionalflughafens nach Bielefeld eingemeindet wurde. Nachdem dieses Projekt aufgegeben worden war, wurde Nagelsholz 1982 wieder an Spenge und Werther zurückgegeben.

### Einwohnerentwicklung
Die Einwohnerzahl der früheren Gemeinden bzw. des heutigen Ortsteils Jöllenbeck entwickelte sich wie folgt:
| Jahr | Oberjöllenbeck                | Niederjöllenbeck | Quelle |
| ---- | ----------------------------- | ---------------- | ------ |
| 1799 | 1.434                         | 1.252            | [ 12 ] |
| 1799 | 1.583                         | 1.470            | [ 5 ]  |
| 1843 | 2.196                         | 2.207            | [ 13 ] |
| 1864 | 1.930                         | 1.908            | [ 14 ] |
| 1885 | 1.847                         | 1.898            | [ 15 ] |
| 1910 | 2.118                         | 2.291            | [ 16 ] |
| 1939 | 2.949                         | 3.397            | [ 17 ] |
| 1950 | 3.915                         | 4.602            | [ 18 ] |
|      | Jöllenbeck (ab 2008 Ortsteil) |                  |        |
| 1961 | 09.084                        | 09.084           | [ 18 ] |
| 1966 | 09.287                        | 09.287           | [ 19 ] |
| 1970 | 09.319                        | 09.319           | [ 18 ] |
| 1972 | 10.444                        | 10.444           | [ 20 ] |
| 2008 | 13.584                        | 13.584           | [ 2 ]  |
| 2019 | 14.082                        | 14.082           | [ 2 ]  |
| 2022 | 14.917                        | 14.917           | [ 2 ]  |
| 2024 | 14.852                        | 14.852           | [ 2 ]  |

## Bauwerke

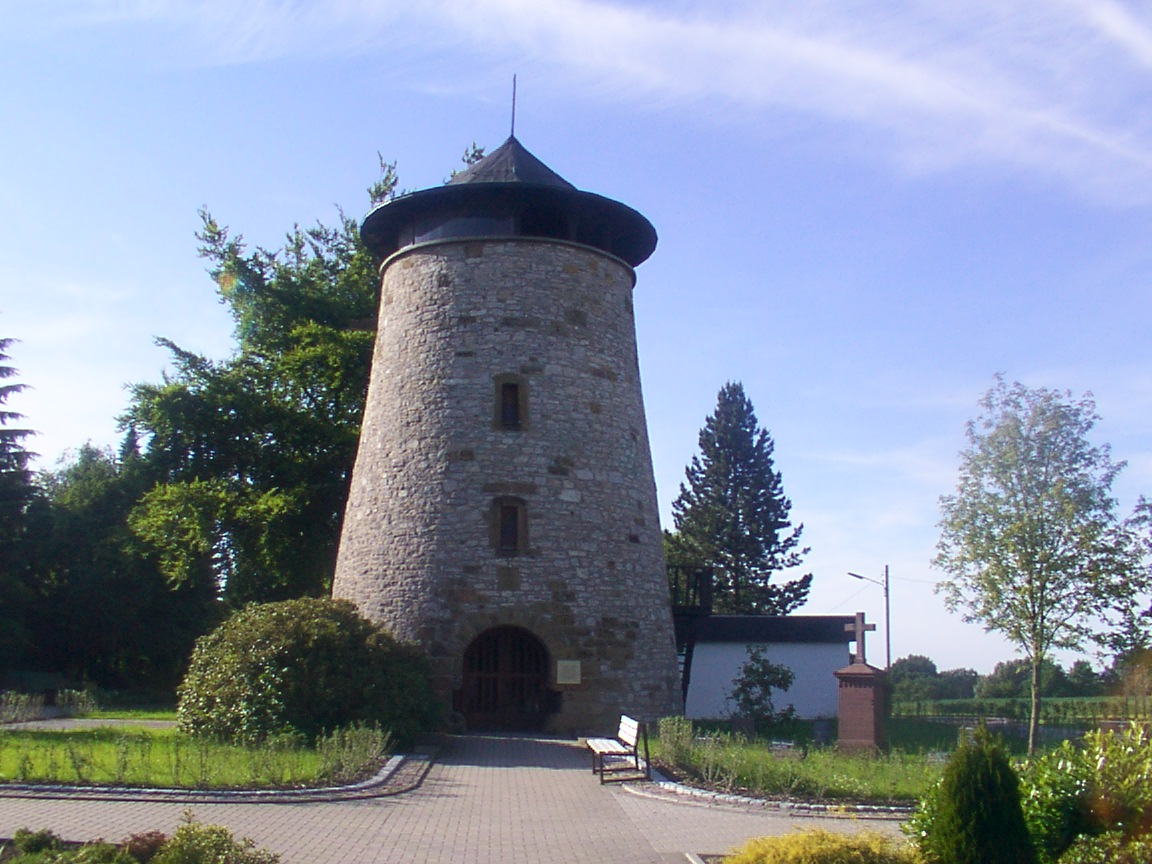
In Jöllenbeck wurde eine alte Windmühle von 1744 zu einer Trauerhalle umfunktioniert.

- Die evangelisch-lutherische Marienkirche entstand 1852/54 im Rundbogenstil, einer Form des Historismus. Die Pläne für den seit 1839 geplanten Bau lieferte die Berliner Ober-Bau-Deputation, die Bauausführung leitete Bauinspektor Johann Friedrich Reimann. Der Turm war ursprünglich nur als repräsentatives Eingangsbauwerk gedacht; erst 1877 kam die Turmspitze hinzu.
- Die katholische Liebfrauenkirche wurde 1957/58 erbaut.
- Das alte Pfarrhaus an der Eickumer Straße wurde 1838 unter Leitung von Bauinspektor Reimann errichtet. Sein erster Bewohner war Pastor Johann Heinrich Volkening.
- Auf dem Hof Meyer zu Jöllenbeck, ebenfalls an der Eickumer Straße, steht ein Hallenhaus von 1762.
- Das Leineweberhaus Brünger an der Amtsstraße ist ein Fachwerkhaus aus dem 18. Jahrhundert. Dazu gehört ein Heuerlingshaus von 1801 (heute Heimathaus).
- Auf dem Hof Upmeier zu Belzen steht ein Hallenhaus von 1799.
- Die Königsbrücke ist ein Baudenkmal von 1842 und erinnert an den Bau durch Friedrich Wilhelm IV.
- Die ortsgeschichtlich bedeutsamen Bauwerke sind vom Heimatverein Jöllenbeck mit Informationstafeln ausgestattet.[21]

## Sport
Der Handballverein TuS 97 Bielefeld-Jöllenbeck ist insbesondere für seine Jugendarbeit bekannt und wurde hierfür 2004 mit dem bedeutendsten Nachwuchsförderpreis im Sport ausgezeichnet. Die erste Herrenmannschaft spielt in der Saison 2023/2024 in der Handball-Oberliga Westfalen, während die erste Frauenmannschaft Meister in der Frauen-Oberliga-Westfalen wurde und zum ersten Mal in der Vereinsgeschichte den Sprung in die 3. Liga geschafft hat.
Die Fußballabteilung des TuS Jöllenbeck veranstaltet jedes Jahr ein Internationales Frauen-Hallenfußball-Turnier. An diesem unter dem Namen „Weltklasse in Jöllenbeck“ bekannten Turnier nehmen nationale und internationale Spitzenmannschaften teil. Die erste Herrenmannschaft des TuS Jöllenbeck spielt in der Saison 2021/2022 in der Fußball-Bezirksliga.

## Regelmäßige Veranstaltungen
Das dreitägige Stadtteilfest „Jürmker Herbstmarkt“ findet jährlich am dritten Septemberwochenende statt. Mitte Mai findet das „Stiftungsfest der Feuerwehr Jöllenbeck“ statt.
In der Adventszeit findet in der Regel am 4. Advent zudem noch ein Weihnachtsmarkt statt.
Die Feste finden im Ortskern von Jöllenbeck rund um den Marktplatz herum statt.

## Politik
Seit der Kommunalwahl 2020 setzt sich die Bezirksvertretung Jöllenbeck wie folgt zusammen:
| Sitzverteilung in der Bezirksvertretung Jöllenbeck 2020Insgesamt 15 Sitze - Linke: 1 - SPD: 4 - Grüne: 3 - CDU: 5 - FDP: 1 - AfD: 1 Bezirksvertretungswahl 2020in Prozent %403020100 32,924,621,78,44,33,64,6 CDUSPDGrüneFDPAfDLinkeSonst.gGewinne und Verlusteim Vergleich zu 2014 %p 6 4 2 0 −2 −4 −6 −8−10−0,8−8,8+5,9+4,7+4,3−0,8−4,6CDUSPDGrüneFDPAfDLinkeSonst.Anmerkungen:g darunter u. a. BfB 1,6 % (−7,5 %) |

## Verkehr
Die wichtigsten Straßen sind die in das Bielefelder Stadtzentrum führende Jöllenbecker Straße  und die Vilsendorfer Straße sowie die Verbindungen in Richtung Bünde und Herford. Aufgrund der Verkehrsführung ist Jöllenbeck besonders im Berufsverkehr ein Nadelöhr.
Jöllenbeck ist der einzige Stadtbezirk von Bielefeld ohne Anschluss an das Stadtbahnnetz und auch ohne Regionalbahnhalt. Seit vielen Jahren wird eine Verlängerung der Stadtbahnlinie 3 diskutiert. Im öffentlichen Nahverkehr sind die Ortsteile des Bezirks durch mehrere Buslinien mit der Endhaltestelle Schildesche der Stadtbahnlinie 1 und der Endhaltestelle Babenhausen-Süd der Linie 3 verbunden. Jöllenbeck ist außerdem durch Regionalbusse mit den Nachbarstädten Spenge und Enger verbunden.
Bis zum 30. April 1955 war Jöllenbeck an das Schienennetz der Bielefelder Kreisbahnen angeschlossen. Die dampfbetriebene Kleinbahn führte von Bielefeld über Schildesche und Jöllenbeck bis nach Enger. An den ehemaligen Kleinbahnhof Jöllenbeck erinnerte bis Ende 2013 die Gaststätte „Alter Bahnhof“. Ein vom Heimatverein Jöllenbeck ausgezeichneter Wanderweg („Lilienweg“) folgt auf dem alten Bahndamm zwischen Jöllenbeck und Westerenger der früheren Kleinbahnspur.
In Jöllenbeck beginnen verschiedene Rundwanderwege, die vom Heimatverein Jöllenbeck von 1947 angelegt wurden. Ein repräsentativer Weg ist der Rundwanderweg A2, der an der Dorfstraße 1 (Parkplatz am Ärztehaus) beginnt. Er führt unter anderem durch das Naturschutzgebiet Beckendorfer Mühlenbachtal. Am Weg liegen unter anderem der renovierte Kotten Wulfmeyer und die ehemalige Mühle Rellmann.

## Wirtschaft
Die bekannteste Firma im Stadtbezirk ist der Kompressorenhersteller Boge in Jöllenbeck. Die Firma Delcotex Delius Techtex GmbH & Co. KG beschäftigt sich seit fast 300 Jahren mit Geweben und seit über 30 Jahren ausschließlich mit technischen Textilien für die weiterverarbeitende Industrie. 2021/2022 erfolgte eine größere Erweiterung des Produktionsfläche. Auch die Firma Dralle Aufzüge ist ein überregional bekannter Hersteller von Aufzügen aller Art.

## Bildung
Das Bildungsangebot im Stadtbezirk Jöllenbeck besteht aus einer Real- und vier Grundschulen. Die Hauptschule wurde nach Entlassung des letzten Jahrgangs zum Termin 31. Juli 2019 auslaufend aufgelöst. Die Gebäude werden heute von der Realschule genutzt. Im Bezirksamt an der Amtsstraße unterhält die Bielefelder Stadtbibliothek eine ehrenamtlich betreute Stadtteilbibliothek.

## Persönlichkeiten
- Johann Moritz Schwager (1738–1804), evangelischer Theologe und Schriftsteller
- Johann Heinrich Volkening (1796–1877), evangelischer Theologe, der von 1838 bis 1869 in Jöllenbeck als Pfarrer wirkte
- Eduard Graf (1829–1895), Mediziner, Mitglied des preußischen Abgeordnetenhauses
- Wilhelm Heienbrok sen. (1855–1949), Missionar der Rheinischen Missionsgesellschaft
- Jobst Heinrich Heienbrok (1845–1918), Leineweber, stand 1909 Modell für das von Hans Perathoner geschaffene Leineweberdenkmal, heute ein Wahrzeichen der Stadt Bielefeld
- Elfriede Kirchhof (1919–1989), Leichtathletin
- Michael Klessmann (* 1943), Praktischer Theologe, Pastoralpsychologe, Lehr-Supervisor und emeritierter Hochschullehrer.
- Volkhard Knigge (* 1954), Historiker, von 1994 bis April 2020 Leiter der Gedenkstätten Buchenwald und Mittelbau-Dora
- Johannes Vogel (* 1963), Generaldirektor des Museum für Naturkunde (Berlin)
- Hendrik Dreekmann (* 1975), ehemaliger Tennisspieler
- Frederik Gößling (* 1977), Fußballspieler beim VfL Osnabrück
- Wolf Danny Homann (* 1990), Schauspieler